# Sedum erythrospermum
Sedum erythrospermum är en fetbladsväxtart. Sedum erythrospermum ingår i Fetknoppssläktet som ingår i familjen fetbladsväxter.

## Underarter
Arten delas in i följande underarter:
- S. e. australe
- S. e. erythrospermum